# Medovene, Razgrad
Medovene (în bulgară Медовене) este un sat în comuna Kubrat, regiunea Razgrad,  Bulgaria. 

## Demografie
Componența etnică a satului Medovene
     Bulgari (27,58%)
     Turci (57,18%)
     Romi (3,73%)
     Nicio identificare (2,29%)
     Altele (9,19%)
La recensământul din 2011, populația satului Medovene era de 348 locuitori. Din punct de vedere etnic, majoritatea locuitorilor (57,18%) erau turci, existând și minorități de bulgari (27,58%) și romi (3,73%). Pentru 2,29% din locuitori nu este cunoscută apartenența etnică.